# Gare de Duinbergen
La gare de Duinbergen  (en néerlandais : station Duinbergen) est une gare ferroviaire belge de la ligne 51B, de Y Dudzele à Knokke, située à Duinbergen, station balnéaire sur la commune de Knokke-Heist, dans la province de Flandre-Occidentale en Région flamande.
Elle est mise en service en 1920 par l'administration des chemins de fer de l'État belge. C'est un point d'arrêt sans personnel de la Société nationale des chemins de fer belges (SNCB) desservi par des trains InterCity (IC) et Heure de pointe (P).

## Situation ferroviaire
Établie à 4 mètres d'altitude, la gare terminus de Duinbergen est située au point kilométrique (PK) 12,500 de la ligne 51B, de Y Dudzele à Knokke, entre les gares de Heist et de Knokke.

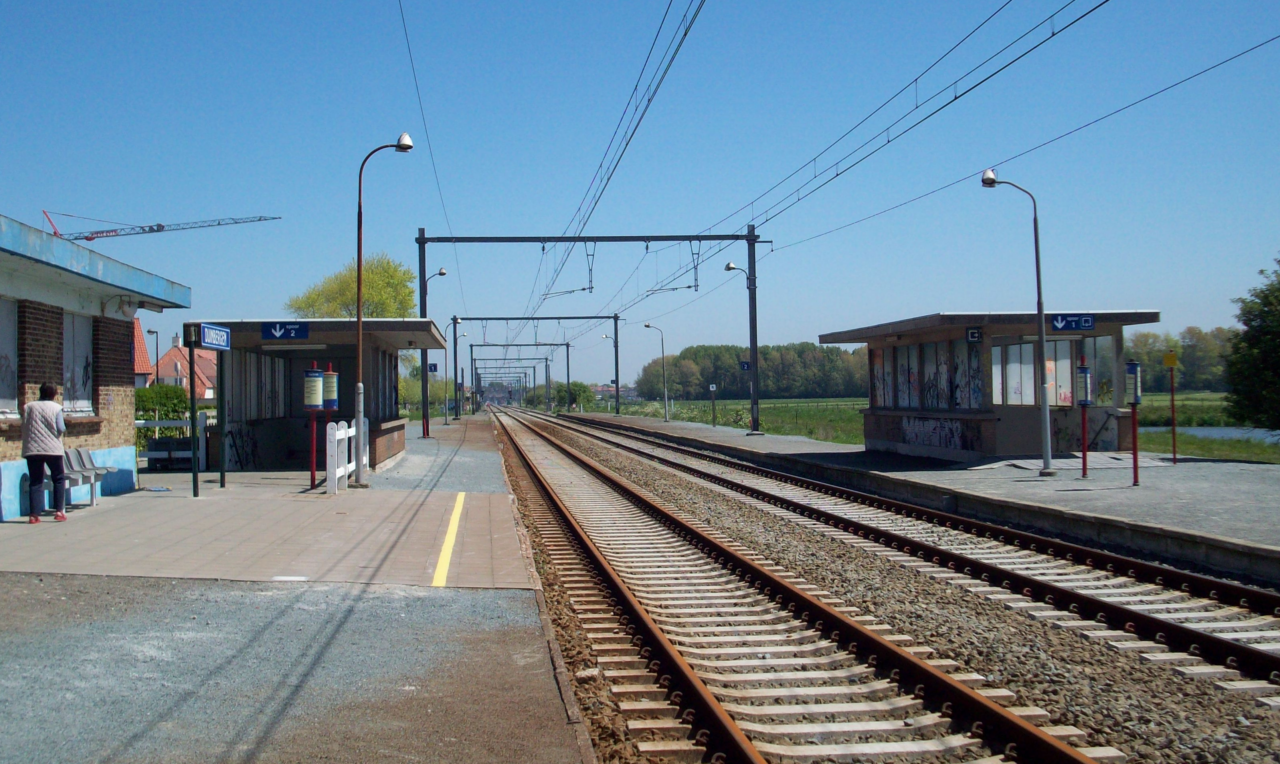
Intérieur de la gare

## Histoire
L'arrêt de Duinbergen est ouvert le 4 juillet 1920, par l'administration des chemins de fer de l'État belge, lors du prolongement de la ligne de Bruges à Heist jusqu'à Knokke.

## Service des voyageurs

### Accueil
Halte SNCB, c'est un point d'arrêt non géré (PANG) à accès libre.
Un passage souterrain permet la traversée des voies et le passage d'un quai à l'autre.

### Desserte
Duinbergen est desservie par des trains InterCity (IC) en relation horaire cadencée et, uniquement en semaine, par des trains d’heure de pointe (P) de la SNCB (voir brochure de ligne). Des trains supplémentaires (ICT), à destination de Blankenberge, sont mis en circulation pendant la saison touristique. 
La desserte comprend :
- des trains IC entre Knokke et Brussels-Airport-Zaventem (en semaine comme les week-ends) ;
- quatre trains P entre Knokke et Bruges (en début de journée) ;
- deux trains P entre Bruges et Knokke (en début d'après-midi) ;
- deux trains P entre Bruges et Knokke (en début de soirée).

Durant les vacances d'été, neuf trains supplémentaires (ICT) aller-retour entre Bruges à Knokke desservent Duinbergen et sont répartis sur toute la journée dans chaque sens en semaine et les week-ends.

### Intermodalité
Un parc pour les vélos et un parking pour les véhicules y sont aménagés. La station du tramway de la côte belge est située à moins de 300 mètres au Nord par la Duinbergenlaan.

## Comptage voyageurs
Le graphique et le tableau montrent le nombre de passagers qui en moyenne embarquent durant la semaine, le samedi et le dimanche.
| Nombre de voyageurs qui embarquent à la gare de Duinbergen | Nombre de voyageurs qui embarquent à la gare de Duinbergen | Nombre de voyageurs qui embarquent à la gare de Duinbergen | Nombre de voyageurs qui embarquent à la gare de Duinbergen |
|                                                            | Semaine                                                    | Samedi                                                     | Dimanche                                                   |
| ---------------------------------------------------------- | ---------------------------------------------------------- | ---------------------------------------------------------- | ---------------------------------------------------------- |
| 1977                                                       | 86                                                         | 23                                                         | 45                                                         |
| 1978                                                       | 122                                                        | 59                                                         | 47                                                         |
| 1979                                                       | 94                                                         | 26                                                         | 23                                                         |
| 1980                                                       | 52                                                         | 35                                                         | 23                                                         |
| 1981                                                       | 96                                                         | 32                                                         | 35                                                         |
| 1982                                                       | 57                                                         | 16                                                         | 22                                                         |
| 1983                                                       | 67                                                         | 20                                                         | 30                                                         |
| 1984                                                       | 226                                                        | 99                                                         | 103                                                        |
| 1985                                                       | 81                                                         | 58                                                         | 85                                                         |
| 1986                                                       | 93                                                         | 94                                                         | 170                                                        |
| 1987                                                       | 200                                                        | 104                                                        | 181                                                        |
| 1988                                                       | 130                                                        | 46                                                         | 123                                                        |
| 1989                                                       | 111                                                        | 79                                                         | 129                                                        |
| 1990                                                       | 131                                                        | 40                                                         | 80                                                         |
| 1991                                                       | 144                                                        | 47                                                         | 103                                                        |
| 1992                                                       | 158                                                        | 102                                                        | 98                                                         |
| 1993                                                       | 100                                                        | 72                                                         | 95                                                         |
| 1994                                                       | 88                                                         | 45                                                         | -                                                          |
| 1995                                                       | 108                                                        | 52                                                         | 198                                                        |
| 1996                                                       | 91                                                         | 78                                                         | 119                                                        |
| 1997                                                       | 111                                                        | 88                                                         | 180                                                        |
| 1998                                                       | 97                                                         | 80                                                         | 172                                                        |
| 1999                                                       | 99                                                         | 79                                                         | 108                                                        |
| 2000                                                       | 178                                                        | 66                                                         | 189                                                        |
| 2001                                                       | 149                                                        | 72                                                         | 146                                                        |
| 2002                                                       | 149                                                        | 52                                                         | 132                                                        |
| 2003                                                       | 127                                                        | 113                                                        | 155                                                        |
| 2004                                                       | 116                                                        | 98                                                         | 131                                                        |
| 2005                                                       | 133                                                        | 124                                                        | 170                                                        |
| 2006                                                       | 122                                                        | 139                                                        | 143                                                        |
| 2007                                                       | 144                                                        | 108                                                        | 102                                                        |
| 2008                                                       | -                                                          | -                                                          | -                                                          |
| 2009                                                       | 160                                                        | 115                                                        | 166                                                        |
| 2010                                                       | -                                                          | -                                                          | -                                                          |
| 2011                                                       | -                                                          | -                                                          | -                                                          |
| 2012                                                       | 181                                                        | 158                                                        | 181                                                        |
| 2013                                                       | 189                                                        | 74                                                         | 103                                                        |
| 2014                                                       | 154                                                        | 67                                                         | 179                                                        |
| 2015                                                       | 217                                                        | 79                                                         | 159                                                        |
| 2016                                                       | 125                                                        | 37                                                         | 94                                                         |
| 2017                                                       | 190                                                        | 93                                                         | 161                                                        |
| 2018                                                       | 204                                                        | 116                                                        | 126                                                        |
| 2019                                                       | 212                                                        | 114                                                        | 118                                                        |
| 2020                                                       | 172                                                        | 128                                                        | 82                                                         |
| 2021                                                       | -                                                          | -                                                          | -                                                          |
| 2022                                                       | 199                                                        | 136                                                        | 193                                                        |
| 2023                                                       | 167                                                        | 244                                                        | 154                                                        |
| 2024                                                       | 180                                                        | 155                                                        | 178                                                        |

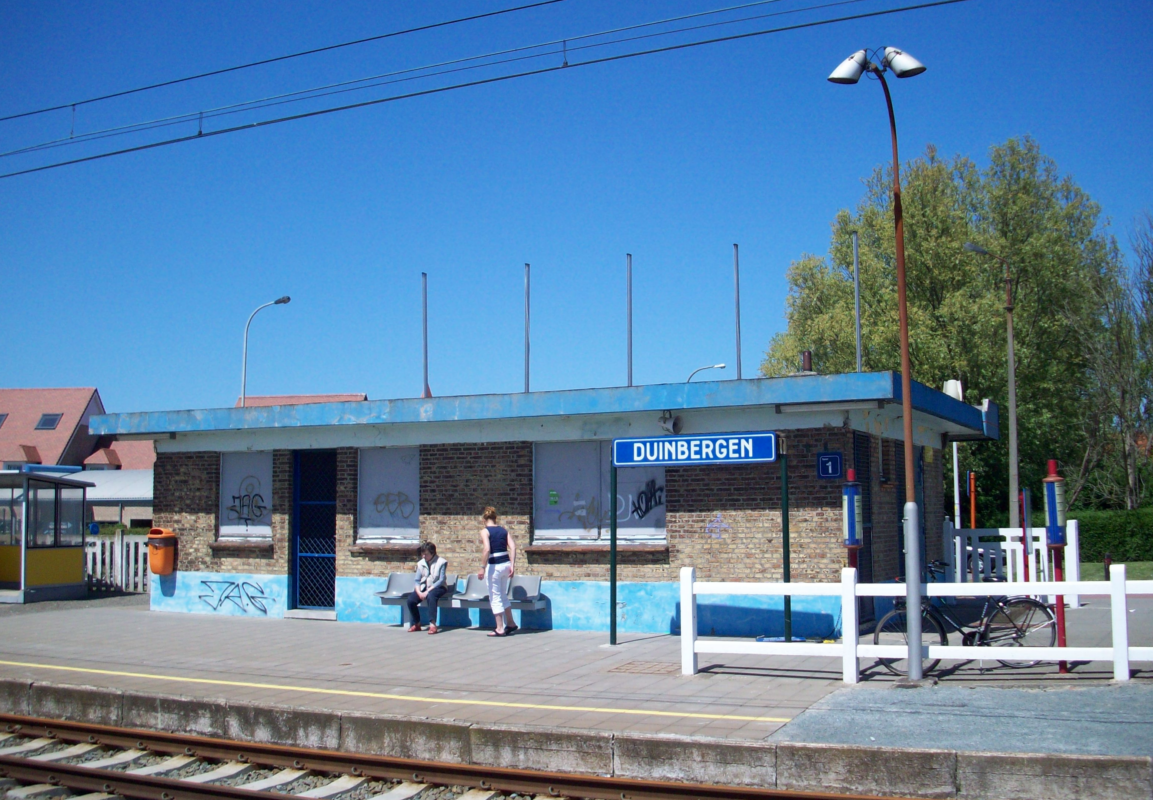
Quai et ancien bâtiment.
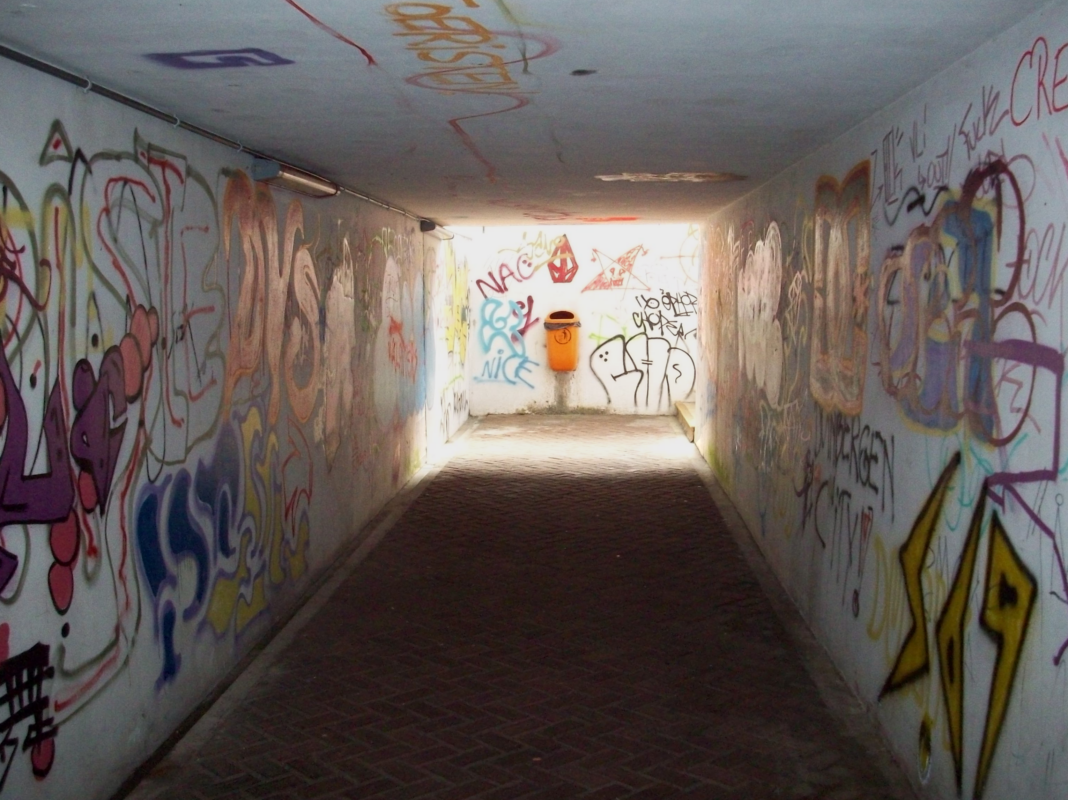
Passage souterrain.